# Nationalpark Schiermonnikoog
Der Nationalpark Schiermonnikoog ist ein Naturschutzgebiet in der niederländischen Provinz Friesland. Der 1989 offiziell eingerichtete Park umfasst den Großteil der Fläche der gleichnamigen Wattenmeer-Insel.

## Geographie
Der Nationalpark umfasst die an die Insel Schiermonnikoog angrenzenden Bereiche der offenen Nordsee im Norden sowie des Wattenmeeres im Süden, das bei Ebbe trockenfällt. Des Weiteren ist auch der Großteil der Inselfläche Teil des Parks, lediglich der Ort Schiermonnikoog selbst sowie einige weitere Bereiche wie ein Teil der Dünen nördlich des Dorfes, der in der Nähe gelegene Campingplatz und der Bancks-Polder sind vom Parkgebiet ausgenommen. Drei Teilgebiete des Nationalparks, die sogenannten Duinen Schiermonnikoog, die Küstenzone der Nordsee und das Wattenmeer, sind zusätzlich als Teil des europäischen Naturschutznetzwerks Natura 2000 ausgewiesen. Das Wattenmeer um die Insel gehört außerdem zu den niederländischen Welterbestätten. Insgesamt erreicht der Park eine Gesamtgröße von etwa 5400 Hektar und ist, der Form der Insel entsprechend, in ost-westlicher Richtung langgestreckt. Die Ausdehnung in dieser Richtung beträgt im Schnitt etwa 18 Kilometer, in nord-südlicher Richtung hingegen durchschnittlich nur 3,5 Kilometer.
Der terrestrische Teil des Parks bietet eine abwechslungsreiche Landschaft mit sich ständig verändernden Dünen, Strandabschnitten, Inselwäldern und Schorren.

## Geschichte
Der Nationalpark Schiermonnikoog war 1989 das erste Naturgebiet in den Niederlanden, das durch das Ministerium für Landwirtschaft, Natur und Lebensmittelqualität den offiziellen Status eines Nationalparks erhielt. Die beiden älteren niederländischen Parks – Veluwezoom (errichtet 1930) und De Hoge Veluwe (errichtet 1935) – waren noch durch andere Institutionen gegründet worden, etwa durch die beteiligten Gemeinden oder verschiedene Naturschutzvereine.

## Flora und Fauna

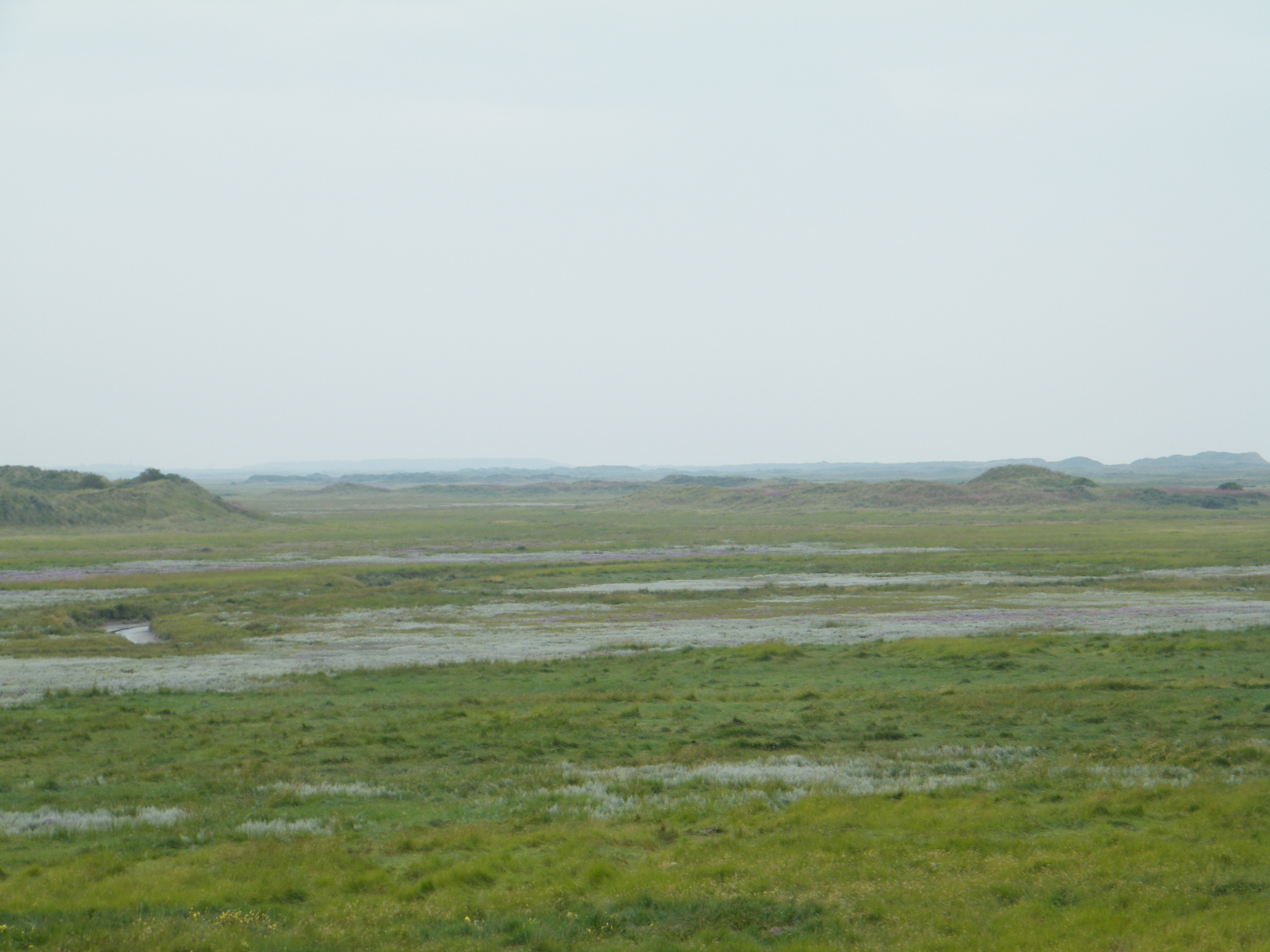
Landschaft des Nationalparks

Der Nationalpark Schiermonnikoog beherbergt die für die Watteninseln typischen Vegetationstypen, die vor allem aus Pflanzen gebildet werden, die mit dem erhöhten Salzgehalt des Inselwassers und der meist vorherrschenden starken Winde zurechtkommen. Im Frühling fallen beispielsweise blühende Arten wie das Hunds-Veilchen und die Englische Kratzdistel besonders auf. Im Sommer werden die Schorren vor allem durch den Gewöhnlichen Strandflieder optisch dominiert. In den Dünen blühen während der Sommermonate Pflanzen wie das Tausendgüldenkraut, das Sumpf-Herzblatt und der Hornklee.
Ungewöhnlich sind die auf Schiermonnikoog vorhandenen Inselwälder, die sowohl aus Nadel- als auch aus Laubbäumen bestehen. Diese Wälder wurden etwa um das Jahr 1915 herum durch den Grafen von Bernstorff, den ehemaligen Eigentümer der Insel, angepflanzt. Grund für die Pflanzung war neben der Reduzierung von Sandverwehungen vor allem der Verkauf des geschlagenen Holzes, der sich jedoch schnell als nicht rentabel erwies. Die gezielten Abholzungen mit Verkaufsabsicht wurden daher im Jahr 1935 eingestellt und die Wälder größtenteils sich selbst überlassen. In den Jahren 1972 und 1973 kam es in Folge von Stürmen zu schweren Schäden an vielen Bäumen. Heute dominieren vor allem Nadelbäume, der Verwaltungsplan des Nationalparks sieht vor, in den kommenden Jahren verstärkt Nadelbäume durch Laubbäume zu ersetzen und einen Mischwald zu schaffen. Grund dafür ist vor allem der geringere Bedarf an Wasser, den viele Laubbäume im Vergleich zu Nadelbäumen besitzen.
Schiermonnikoog ist wie die anderen westfriesischen Inseln ein bedeutendes Brutgebiet für diverse Vogelarten, so wurden hier bereits mehr als 300 verschiedene Spezies identifiziert. Auf den Schorren sind während der Brutsaison vor allem Silber- und Heringsmöwen mit tausenden Exemplaren vertreten. Weitere zahlreich vertretene Arten sind Löffler, Fluss-Seeschwalbe, Rohrweihe und Sumpfohreule. Die Wattabschnitte vor der Insel werden im Sommer vor allem von Arten wie dem Knutt, der Pfuhlschnepfe, dem Kiebitzregenpfeifer oder dem Grünschenkel zur Nahrungssuche genutzt. Während der Herbst- und Wintermonate sind auf der Insel hingegen eher ziehende Arten wie Rotdrossel, Seidenschwanz, Wanderfalke oder Ringel- und Brandgans anzutreffen. Seit 1991 wird zur Erfassung der Vogelbestände und zur Nachverfolgung der Zugrouten eine Beringungsstation durch die Stiftung Vogelringstation Schiermonnikoog betrieben. Mehrmals im Jahr werden in verschiedenen Biotopen der Insel sogenannte „Nebelnetze“ aufgestellt, mit denen die Vögel gefahrlos eingefangen werden können. Anschließend werden diese in der Station beringt und wissenschaftlich erfasst.
Die Säugetiere sind auf der Insel nur durch wenige Arten vertreten. An Land finden sich vor allem Wildkaninchen und Feldhasen, im Meer und an den Stränden können Seehunde beobachtet werden. Deutlich artenreicher sind die Wirbellosen, so können vor allem am Strand und in den Wattgebieten große Mengen an Krabben, Muscheln und Wattwürmern angetroffen werden.

## Verwaltung
Hauptverantwortlicher für die Verwaltung des Nationalparks ist die Vereniging Natuurmonumenten, einer gemeinnützigen Organisation mit Sitz in der Gemeinde Wijdemeren. Dabei wird sie von der niederländischen Wasserbaubehörde Rijkswaterstaat und der Gemeinde Schiermonnikoog unterstützt. Die Vereniging betreibt unter anderem ein Besucherzentrum im Dorf der Insel und bietet geführte Touren in den Nationalpark an. Des Weiteren werden Kontrollen durchgeführt, die dafür sorgen sollen, dass die Vögel der Insel während der Brutzeit nicht gestört werden. Der Nationalpark verzeichnet jährlich etwa 275.000 Besucher.